# Ronde van Banyuwangi Ijen
De Ronde van Banyuwangi Ijen is een meerdaagse wielerwedstrijd in Indonesië. De wedstrijd is door de UCI geclassificeerd als categorie 2.2 en maakt deel uit van de UCI Asia Tour.

## Lijst van winnaars

### Overwinningen per land
| Overwinningen | Land                                    |
| ------------- | --------------------------------------- |
| 3             | Australië                               |
| 2             | Frankrijk                               |
| 1             | Eritrea, Hongkong, Iran, Italië, Spanje |